# Megumu Tamura
Megumu Tamura (n. 10 ianuarie 1927, Japonia – d. 8 octombrie 1986, Chūō, Tōkyō, Japonia) a fost un fotbalist japonez.

## Statistici
| Japonia | Japonia | Japonia |
| An      | Meciuri | Goluri  |
| ------- | ------- | ------- |
| 1951    | 3       | 0       |
| Total   | 3       | 0       |